# Scott Johnson
Scott Johnson (12. května 1952 Madison – 24. března 2023) byl americký experimentální hudební skladatel a kytarista. Studoval na Wisconsinské univerzitě v Madisonu. Byl členem několika rockových kapel a roku 1975 se usadil v New Yorku. V roce 1982 uvedl skladbu John Somebody pro kytaru a nahranou řeč. Jeho hudbu zde doprovází zcela nesmyslný text. Text se postupně opakuje a zkracuje. Skladba byla později, v roce 1986, nahrána a vydána na stejnojmenném albu. Mezi jeho další skladby patří například How It Happens, Convertible Debts a The Value of People and Things. Jeho skladby hrály například soubory Kronos Quartet, Bang on a Can a Alarm Will Sound. Rovněž je autorem hudby k filmu Patty Hearstová (1988). Je držitelem Guggenheimova stipendia za rok 2006.

## Diskografie
- John Somebody (1986)
- Patty Hearst (1988)
- Rock/Paper/Scissors (1997)
- Clutch (2008)
- Americans (2010)
- Mind Out of Matter (2018)